# اسکوئیجی

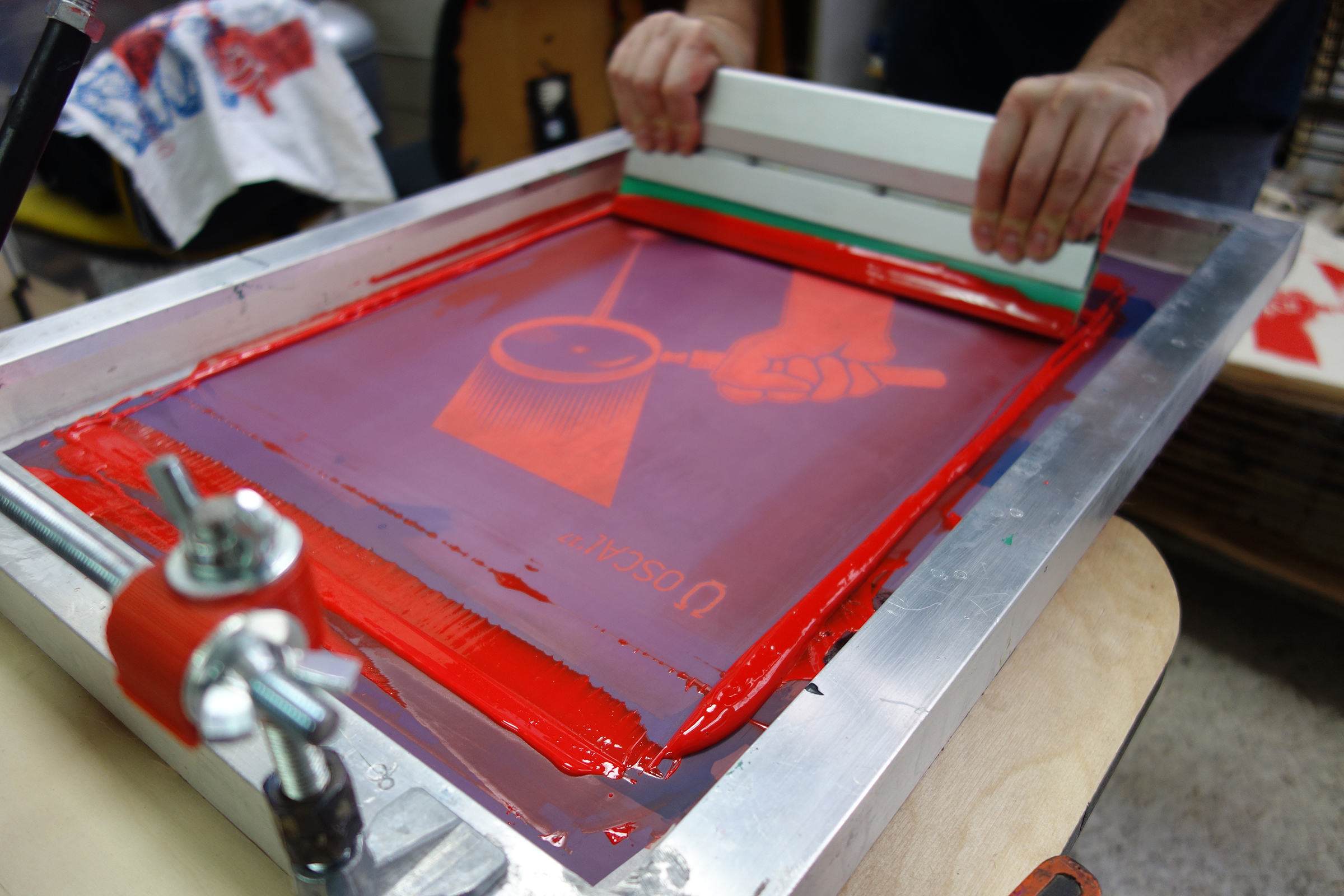
یک اسکوئیجی که برای چاپ سیلک اسکرین استفاده می‌شود.

یک اسکوئیجی (به انگلیسی: Squeegee) یا اسکوئیلجی (به انگلیسی: Squilgee)، ابزاری است که یک لبهٔ صاف و لاستیکی دارد و برای پاک کردن یا کنترل جریان مایعات روی سطوح صاف به کار می‌رود. این وسیله هم در نظافت و هم در صنعت چاپ مورد استفاده قرار می‌گیرد.
قدیمی‌ترین منابع مکتوب دربارهٔ این ابزار به اواسط قرن هجدهم بازمی‌گردد و به ابزارهایی اشاره دارند که برای تمیز کردن عرشه کشتی استفاده می‌شدند؛ برخی از این ابزارها به جای تیغه لاستیکی، تیغه چرمی داشتند. واژه «اسکوئیجی» احتمالاً از کلمه «squeege» به معنی فشردن یا چلاندن گرفته شده که اولین بار در سال ۱۷۸۳ ثبت شده است.

## کاربردها

### عرشه کشتی‌ها
نخستین نقل‌قول‌هایی که در فرهنگ لغت آکسفورد به اسکوئیجی اشاره دارند، به کاربرد این ابزار در تمیز کردن عرشه کشتی بازمی‌گردد: در سال ۱۸۴۴، واژهٔ «squee gee» در یک کتاب آمریکایی آمده است.

### صنعت چاپ
در چاپ سیلک اسکرین، از اسکوئیجی برای پخش یکنواخت جوهر روی پشت شابلون یا توری سیلک استفاده می‌شود تا تصویر واضح و تمیزی روی سطح چاپ‌شده ایجاد شود. تیغه‌های اسکوئیجی مخصوص چاپ سیلک، معمولاً ضخیم‌تر و کمتر انعطاف‌پذیر نسبت به نوعی هستند که برای تمیز کردن شیشه به کار می‌روند.

### شیشه‌شویی

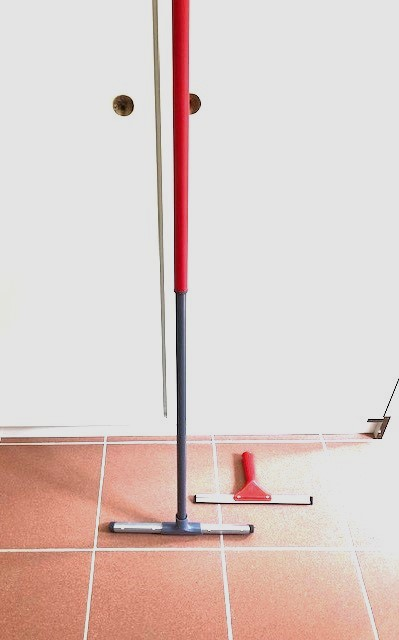
یک تی شیشه‌شوی و زمین‌شوی

معروف‌ترین نوع این ابزارها احتمالاً اسکوئیجی‌های دسته‌دار مخصوص پاک کردن کثیفی‌ها از سطح شیشه هستند که در زبان فارسی به آنها، تی/طی لاستیکی، تی شیشه‌شوی/شور، تی شیشه پاک‌کن، تی آب جمع‌کن و معدل‌هایی از این دست گفته می‌شود. محلول صابونی یا تمیزکننده، نقش روان‌کننده را دارد و آلودگی‌ها را شل می‌کند، سپس با استفاده از تی، آلودگی‌های موجود در آب از روی شیشه کشیده می‌شوند و سطحی تمیز باقی می‌ماند.
استفاده از اسکوئیجی برای تمیز کردن شیشه‌ها تا سال ۱۹۱۸ رایج شده بود، به طوری که در یک کتاب آمریکایی دربارهٔ اصطلاحات نیروی دریایی اشاره شده بود که ابزاری به نام اسکوئیجی که برای نظافت عرشه کشتی به کار می‌رفت، «در زندگی شهری برای پاک کردن شیشه‌ها نیز استفاده می‌شود.»
شرکت‌ها تی‌هایی برای مصارف خانگی تولید می‌کنند و همچنین تی‌های حرفه‌ای برای شرکت‌های خدمات نظافتی و شیشه‌شویان خصوصی که به مردم خدمات ارائه می‌دهند.
این تی‌ها از مواد زیر ساخته می‌شوند:
- پلاستیک
- فولاد ضدزنگ (استیل)
- گاهی اوقات دستهٔ آن‌ها با یک لایهٔ لاستیکی ضد لغزش پوشانده می‌شود.

### زمین‌شویی
اسکوئیجی کف شبیه به اسکوئیجی شیشه اما دستهٔ بلندی مانند جارو دارد و برای تمیز کردن کف پس از پاشیدن آب یا صابون استفاده می‌شود تا آب جمع‌شده را به سمت کف‌شورها یا فاضلاب هدایت کند. شبیه به اصطلاحات شیشه، در زبان فارسی به آنها، تی زمین‌شوی و معدل‌هایی از این دست و معمولاً به استفاده از این ابزار برای نظافت، تی کشیدن گفته می‌شود.

### سایر
در قرن نوزدهم، اسکوئیجی‌هایی برای نظافت خیابان‌ها استفاده می‌شدند. این کار تا سال ۱۸۷۳ در لندن رایج بود.
در جریان حملات ۱۱ سپتامبر ۲۰۰۱، شیشه‌شویی اهل لهستان، با استفاده از یک اسکوئیجی توانست خود و پنج نفر دیگر را از یک آسانسور در مرکز تجارت جهانی نیویورک نجات دهد. این اسکوئیجی اکنون در موزه اسمیتسونین به نمایش گذاشته شده است.